# 鈴木純 (実業家)
鈴木 純（すずき じゅん、1958年 - ）は、日本の実業家。帝人代表取締役社長執行役員CEO。
東京都出身、東京都立西高等学校卒、東京大学理学部卒。東京大学大学院理学系研究科修士課程修了。

## 来歴など
- 1983年、帝人入社。
- 2012年、帝人グループ執行役員。
- 2013年2月、東邦テナックス社長。
- 2013年4月、帝人グループ常務執行役員。
- 2013年6月、取締役常務執行役員
- 2014年、代表取締役社長執行役員CEOここまで[4]。